# If You Could Read My Mind
Pour les articles homonymes, voir If You Could Read My Mind (homonymie).
If You Could Read My Mind est une chanson écrite et interprétée par le chanteur canadien Gordon Lightfoot. Le titre atteint la 1re position du classement canadien en 1970 et perce dans plusieurs autres classements internationaux en 1971. Interprétée par plus de 150 artistes, le titre est à nouveau classé en 1980 avec l'interprétation de Viola Wills, puis en 1998 avec le groupe Stars on 54.

## Version originale de Gordon Lightfood
D'après Lightfoot lui-même, les paroles lui furent inspirées par son divorce, lors d'un voyage d'été à Toronto.
À la demande de sa fille Ingrid, il chante à présent une version légèrement modifiée des paroles initiales, en transformant le passage "I'm just trying to understand the feelings that you lack" en "I'm just trying to understand the feelings that we lack". Il précise que la difficulté principale qu'il rencontre en écrivant des chansons basées sur des sentiments personnels est qu'il n'a pas toujours la distance émotionnelle nécessaire pour effectuer les améliorations telles que celle proposée par sa fille.
La chanson apparait pour la première fois en 1970 sur son album Sit Down Young Stranger, renommé If You Could Read My Mind à la suite du succès de la chanson.

### Production
La chanson est produite par Lenny Waronker et Joe Wissert aux studios Sunwest à Los Angeles en Californie. Les arrangements au violon sont réalisés par Nick DeCaro.

### Structure musicale
La chanson est en A majeur et utilise une gamme sous-tonique.
Simon Le Bon du groupe Duran Duran précise que la structure des chœurs de leur chanson Save a Prayer est basée sur If You Could Read My Mind.

### Droits d'auteur

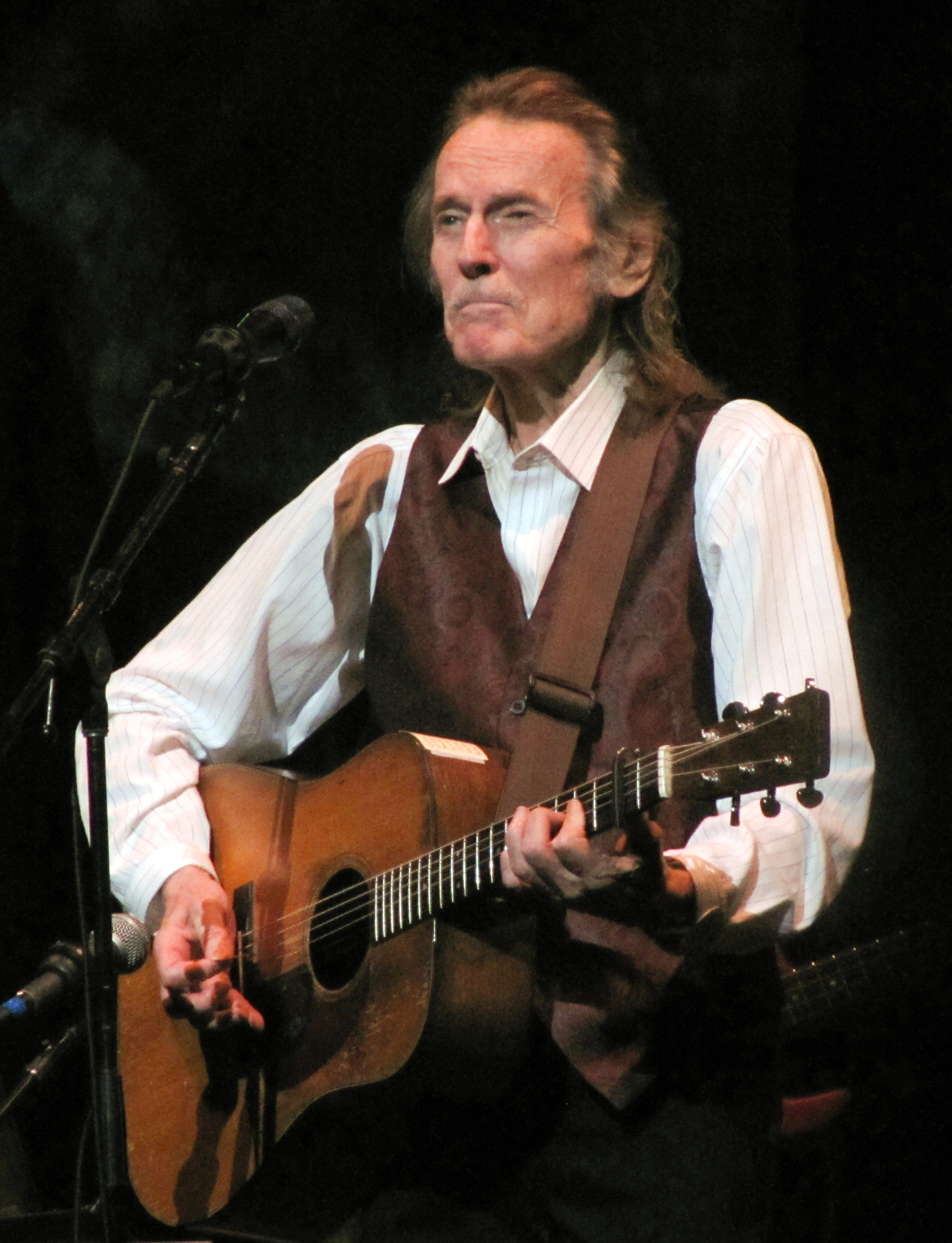
Gordon Lightfoot (2009)

En 1987, Lightfoot intente un procès à l'encontre de Michael Masser (en), le compositeur de The Greatest Love of All, pour plagiat de 24 mesures de If You Could Read My Mind : la section débutant par I decided long ago never to walk in anyone's shadow de la chanson de Whitney Houston a la même mélodie que I never thought I could act this way and I got to say that I just don't get it; I don't know where we went wrong but the feeling's gone and I just can't get it back de la chanson de Gordon Lightfood.
Selon les sources, deux raisons expliquent l'arrêt des poursuites : la première est qu'il s'est aperçu de l'aspect négatif que le procès avait sur Whitney Houston, la seconde étant qu'il ne souhaitait pas que les gens pensent qu'il avait copié la mélodie de Masser.
La plainte fut classée sans suite, Masser s'excusant publiquement.

### Classement
Il s'agit du premier titre de Lightfood à entrer dans le Billboard Hot 100 (atteignant la 5e position en février 1971) et le premier à obtenir la première place au classement Adult Contemporary.
| Classement (1970–71)                      | Meilleure position |
| ----------------------------------------- | ------------------ |
| Canada (RPM Top Singles)                  | 1                  |
| États-Unis (Billboard Adult Contemporary) | 1                  |
| États-Unis (Billboard Hot 100)            | 5                  |
| France                                    | 10                 |
| Royaume-Uni (Official Singles Chart)      | 30                 |
| Australie (Kent Music)                    | 27                 |
| Australie (Go-Set)                        | 28                 |

| Classement annuel (1971)       | Position |
| ------------------------------ | -------- |
| Canada (Top Singles)           | 17       |
| États-Unis (Billboard Hot 100) | 38       |
| États-Unis (CashBox)           | 50       |

If You Could Read My Mind est nommé aux Grammy Award dans la catégorie Meilleure performance Pop masculine en 1971.
Elle atteint la 1268e position dans le Top 2000 de la radio néerlandaise Radio 2 en 2000.

## Reprise de Viola Wills
En 1980, Viola Wills sort une version disco, accompagnée en face B par le titre Something About You dont elle est l'auteure.
Le titre donne son nom à l'album If You Could Read My Mind sorti la même année, essentiellement composé de reprises et dont la version européenne contient son autre reprise à succès, Gonna Get Along Without You Now.

### Classement
| Classement (1980)                             | Position |
| --------------------------------------------- | -------- |
| États-Unis (Billboard Hot Dance)              | 2        |
| Pays-Bas (Top40)                              | 5        |
| Belgique (Ultratop 50 Singles néerlandophone) | 3        |
| Australie (Kent)                              | 80       |

## Reprise de Stars On 54
Le collectif de house music Stars on 54 (composé de Amber, Jocelyn Enriquez (en) et Ultra Naté) enregistre une version pour le film Studio 54 le 16 novembre 1998, atteignant entre autres, la 3e position en Australie (ARIA) et au Canada (RPM).
Le site Can't Stop the Pop considère If You Could Read My Mind comme l'une des reprises les plus intéressantes des années 1990, ajoutant qu'il s'agit d'un single fabuleux et un hommage des années 1990 à l'époque disco.
Le clip rend hommage à l'ère disco à travers le prisme des années 1990, entrecoupé d'extraits du film 54.

### Versions
De nombreuses versions sortent en 1998 chez Tommy Boy : vinyl maxi, cd simple, cd maxi et en cassette audio ou encore des cd-maxi de 9 à 10 titres pour le marché asiatique.
| Vinyl maxi (1998) | Vinyl maxi (1998)                               | Vinyl maxi (1998) | Vinyl maxi (1998) | Vinyl maxi (1998) | Vinyl maxi (1998) | Vinyl maxi (1998) | Vinyl maxi (1998) | Vinyl maxi (1998) | Vinyl maxi (1998) |
| No                | Titre                                           | Durée             |                   |                   |                   |                   |                   |                   |                   |
| ----------------- | ----------------------------------------------- | ----------------- | ----------------- | ----------------- | ----------------- | ----------------- | ----------------- | ----------------- | ----------------- |
| 1.                | If You Could Read My Mind (Hex Hector Club Mix) | 9:30              |                   |                   |                   |                   |                   |                   |                   |
| 2.                | If You Could Read My Mind (original club mix)   | 6:11              |                   |                   |                   |                   |                   |                   |                   |
| 3.                | If You Could Read My Mind (Hex Hector Dub Mix)  | 7:00              |                   |                   |                   |                   |                   |                   |                   |
| 4.                | If You Could Read My Mind (The Shark Dub Mix)   | 8:00              |                   |                   |                   |                   |                   |                   |                   |
| 30:41             |                                                 |                   |                   |                   |                   |                   |                   |                   |                   |

| CD single (1998) | CD single (1998)                                | CD single (1998) | CD single (1998) | CD single (1998) | CD single (1998) | CD single (1998) | CD single (1998) | CD single (1998) | CD single (1998) |
| No               | Titre                                           | Durée            |                  |                  |                  |                  |                  |                  |                  |
| ---------------- | ----------------------------------------------- | ---------------- | ---------------- | ---------------- | ---------------- | ---------------- | ---------------- | ---------------- | ---------------- |
| 1.               | If You Could Read My Mind (original edit)       | 3:27             |                  |                  |                  |                  |                  |                  |                  |
| 2.               | If You Could Read My Mind (Hex Hector Club Mix) | 7:48             |                  |                  |                  |                  |                  |                  |                  |
| 3.               | If You Could Read My Mind (original club mix)   | 6:10             |                  |                  |                  |                  |                  |                  |                  |
| 17:25            |                                                 |                  |                  |                  |                  |                  |                  |                  |                  |

| 1. | If You Could Read My Mind (Original Club Mix)   | 6:11 |
| 2. | If You Could Read My Mind (Original Edit)       | 3:34 |
| 3. | If You Could Read My Mind (Hex Hector Club Mix) | 9:30 |
| 4. | If You Could Read My Mind (Hex Hector Edit)     | 3:36 |
| 5. | If You Could Read My Mind (Hex Hector Dub Mix)  | 7:00 |
| 6. | If You Could Read My Mind (Shark Dub Mix)       | 8:00 |

| 1. | If You Could Read My Mind (album version) | 3:26 |
| 2. | If You Could Read My Mind (instrumental)  | 3:36 |

### Classement

#### Classements hebdomadaires
| Classement (1998)                                 | Position |
| ------------------------------------------------- | -------- |
| Australie (ARIA)                                  | 3        |
| Autriche (O3 Top 40)                              | 17       |
| Belgique (Ultratip néerlandophone)                | Tip      |
| Canada (RPM Top Singles)                          | 3        |
| Canada (RPM Adult Contemporary)                   | 1        |
| Union européenne (Eurochat Hot 100)               | 83       |
| France (SNEP)                                     | 82       |
| Allemagne (Official German Chart)                 | 65       |
| Islande (Íslenski Listinn Topp 40)                | 23       |
| Nouvelle-Zélande (Singles Chart)                  | 6        |
| Écosse (Official Scottish Singles Chart Top 100)  | 25       |
| Espagne (PROMUSICAE)                              | 10       |
| Royaume-Uni (Official Singles Chart)              | 23       |
| Royaume-Uni (Official Singles Dance Chart Top 40) | 21       |
| Royaume-Uni (Official Singles Indie Chart Top 50) | 5        |
| États-Unis (Billboard Hot 100)                    | 52       |
| États-Unis (Billboard Hot Dance)                  | 3        |
| États-Unis (Billboard Dance Singles Sales (en))   | 3        |

#### Classements annuels
| Classement (1998)  | Position |
| ------------------ | -------- |
| Australie (ARIA)   | 24       |
| Canada (RPM)       | 48       |
| Canada (RPM Dance) | 1        |

### Certifications
Le titre obtient un disque d'or en Australie pour 35.000 unités vendues.

## Autres reprises
Informations issues de Second Hand Songs, sauf mentions contraires.
Plus de 150 artistes ont repris If You Could Read My Mind.

### Versions chantées (sélection)
- En 1971, Barbra Streisand sur Stoney End, Glen Campbell sur The Last Time I Saw Her, Olivia Newton-John sur If Not for You, Johnny Mathis sur You've Got a Friend - Today's Great Hits, Skeeter Davis sur Love Takes a Lot of My Time, Jack Jones sur A Song for You,
- En 1974, Liza Minnelli sur Live at the Winter Garden,
- En 1997, Don McLean sur la réédition de Chain Lightning,
- En 2006, Johnny Cash, sur son album posthume American V: A Hundred Highways,
- En 2007, Scala & Kolacny Brothers sur One-Winged Angel,
- En 2014, Neil Young sur A Letter Home,
- En 2015, Diana Krall enregistre une version avec Sarah McLachlan pour son album Wallflower.

### Versions instrumentales (sélection)
- En 1971, Herb Albert sur Summertime,
- En 1973, James Last sur Beachparty 4,
- En 1980, Ricky King sur Electric Guitar Hits.

### Adaptations en langue étrangère
| Année | Langue      | Titre                                    | Adaptation       | Interprète(s)                                                                  |
| ----- | ----------- | ---------------------------------------- | ---------------- | ------------------------------------------------------------------------------ |
| 1971  | Français    | Si tu peux lire en moi                   | Pierre Delanoë   | Joe Dassin                                                                     |
| 1971  | Allemand    | Wär' ich ein Buch                        | Miriam Frances   | Daliah Lavi (1971), Bata Illic (1973), Peggy Connelly (1973), Tom Astor (2015) |
| 1971  | Suédois     | Tänk om du kunde läsa mina tankar        | Patrice Hellberg | Siw Malmkvist (1971), Ann-Kristin Hedmark (1972)                               |
| 1972  | Danois      | Tænk, hvis du kunne læse mine tanker     | Viggo Happel     | Ulla Neumann                                                                   |
| 1972  | Néerlandais | Als ik in je hart kon kijken             | Gerard Cox       | Gerard Cox                                                                     |
| 1973  | Allemand    | Wenn du nur sehen könntest               | Michael Kunze    | Katja Ebstein (1973), Peter Alexander (1986)                                   |
| 1974  | Tchèque     | Tím víc tě mám rád                       | Ivo Fischer      | Karel Zich                                                                     |
| 1974  | Suédois     | Om du blott kunde ana mina tankar om dig | Janne Önnerud    | Janne Önnerud                                                                  |
| 1999  | Finlandais  | Jos lukisit kuin kirjaa                  | Hector           | Hector                                                                         |

## Utilisation dans les médias
Sauf indication contraire, les informations mentionnées dans cette section peuvent être confirmées par la base de données cinématographiques IMDb,  présente dans la section « Liens externes ».

### Films
- En 1973, dans Paperback Hero (en) de Peter Pearson (en)
- En 1990, dans Gremlins 2 de Joe Dante
- En 1998, dans Studio 54 de Mark Christopher (version de Stars On 54)
- En 2003, dans Wonderland de James Cox
- En 2006, dans We Are Marshall de McG
- En 2014, dans Qu'est-ce qu'on fait ici ? de Julie Hivon
- En 2018, dans The Tale de Jennifer Fox
- En 2020, dans Si Tu Savais... de Alice Wu

### Séries
- En 1988, dans la série Day by Day (en)(saison 1, épisode 12)
- En 2005, dans la série Cold Case (saison 3, épisode 8)
- En 2016, dans The Blacklist (saison 4, épisode 2)
- En 2017, dans Mr. Robot (saison 3, épisode 3)
- En 2020, dans Doom Patrol (saison 2, épisode 9)
- En 2020, dans Les Griffin (saison 19, épisode 4)
- En 2021, dans Sermons de minuit (saison 1, épisode 2)